# Isaac Crewdson
Isaac Crewdson (6 juin 1780 - 8 mai 1844) est un ministre de la réunion Quaker à Hardshaw East, Manchester. Il a écrit A Beacon to the Society of Friends, un ouvrage publié en 1835 qui a eu un effet schismatique sur le quakerisme anglais.

## Jeunesse
Isaac Crewdson est né dans une famille Quaker à Kendal dans le Lake District anglais. Il entre dans le commerce du coton et devient propriétaire d'une filature prospère à Manchester. Il est nommé ministre quaker en 1816.

## La controverse Beaconite
En 1831, la polémique surgit parmi les Quakers de Manchester sur l'emphase spirituelle du Quakerisme  et ces différences culminent en 1835 quand son livre A Beacon to the Society of Friends est publié . Son livre met en évidence la distinction que de nombreux quakers de Manchester ont établie entre la direction des Écritures et la caractéristique centrale du quakerisme, la lumière intérieure, l'expérience directe et personnelle de Dieu. Crewdson et ses partisans pensent que les Quakers mettent trop l'accent sur la lumière intérieure, au détriment de l'autorité biblique.
Dans son livre, Crewdson critique le quaker américain, Elias Hicks (1748-1830), qui considère « l'obéissance à la lumière intérieure » comme le principe d'adoration le plus important et qui considère la Bible comme une « lettre morte » à moins qu'elle ne soit lue « sous l'influence régulatrice de l'esprit de Dieu" . Hicks a été responsable du premier schisme dans le quakerisme en 1827.
Au départ, la réunion mensuelle de Hardshaw East est bouleversée par la controverse. La question est discutée lors de la réunion annuelle de Londres de 1835 et un comité de visite est nommé pour enquêter et rechercher la réconciliation des membres. Le comité, qui comprend l'ami proche de Crewdson, Joseph John Gurney, le principal évangélique quaker anglais de son temps, est enclin à être compréhensif envers Crewdson . Même ainsi, la correspondance qui a lieu entre Crewdson et le Comité en 1835 est publiée par eux à son insu et sans son consentement dans A Few Particulars of the Correspondence Between the Committee Appointed by the Friends' Yearly Meeting, and Isaac Crewdson . Finalement, le Comité amène les choses à un point critique en demandant à Crewdson de retirer son livre de la circulation, mais il refuse de le faire. Il est ensuite suspendu de son ministère pour empêcher de nouveaux conflits internes.
En 1836, la situation est de nouveau discutée à l'Assemblée annuelle de Londres . Là, Gurney s'exprime, confirmant la suprématie de l'Écriture, mais il souligne également la "véritable justesse des vues des Amis concernant les réunions silencieuses". Il déclare également que si les Amis devaient "céder la place dans nos réunions d'adoration à n'importe quel ministère sauf celui qui découle immédiatement de l'onction du Seigneur, nous subirions une perte" . Gurney indique également que "placer les impressions reçues de nos propres esprits" est un prélude à une forme quaker de déisme. Gurney déclare être un «intermédiaire» entre les deux points de vue opposés et la réunion annuelle de Londres n'a pas résolu le problème.
La discorde est effectivement cristallisée lorsque Crewdson présente sa démission de la réunion mensuelle de Hardshaw East , celle-ci étant acceptée le 15 décembre 1836, ainsi que celles de 38 de ses partisans . Cependant, la grande majorité des membres de Manchester choisit de rester.
En 1836 et l'année suivante, quelque 50 Quakers quittent la réunion de Manchester et 300 autres quittent d'autres réunions à travers le pays, notamment celles de Bristol, Birmingham, Tottenham et Plymouth . Après Manchester, le plus grand groupe partant est de Kendal . La fille de Crewdson, Margaret (1808-1864), épouse un compatriote quaker, Henry Waterhouse, en 1832,  et eux, comme son père, démissionnent de Hardshaw East Monthly en 1836.
La scission Beaconite divise également certaines familles Quaker sur des lignes partisanes, comme avec les Braithwaites et la famille bancaire Lloyd  et met fin aux relations commerciales, comme avec le partenariat Benson et Cropper .

## Les amis évangéliques
Avec son beau-frère, l'ancien aîné de Hardshaw East Quaker William Boulton, Crewdson fonde les "Evangelical Friends" de courte durée, qui sont appelés "Beaconites" par les Quakers. Ils se réunissent pour la première fois pour le culte du dimanche le 18 septembre 1836 dans une école maternelle à Manchester, avant d'ouvrir leur chapelle de 600 places  à Chorlton-on-Medlock le dimanche 17 décembre 1837 .
Ils incorporent dans leur culte le baptême et la prise d'Eucharistie, qui ont été rejetés par les Quakers comme des rituels qui obstruaient la relation entre l'adorateur et Dieu. Les amis évangéliques tiennent une réunion annuelle dans le style d'une réunion annuelle des quakers à Londres en 1837 et publient pendant un court moment un journal mensuel, The Inquirer .
Abolitionniste actif, Crewdson assiste à la Convention mondiale anti-esclavagiste de juin 1840 à Londres .

## Héritage
Crewdson meurt à Bowness le 8 mai 1844 et est enterré au cimetière de Rusholme Road, Chorlton-on-Medlock, Manchester.
Les Amis évangéliques n'ont pas prospéré et se sont progressivement dispersés dans la décennie qui suit la mort de Crewdson. Beaucoup rejoignent les Frères de Plymouth et apportent la simplicité de culte quaker à ce mouvement. Parmi les Quakers notables qui sont partis chez les Frères figurent John Eliot Howard et Robert Mackenzie Beverley.
La chapelle beaconite, peu fréquentée , décline et est vendue aux baptistes en 1844, l'année de la mort de Crewdson.
En 1870, le dernier membre survivant du comité de visite de 1835, le docteur Edward Ash, écrit que le comité s'est trompé en suspendant l'adhésion de Crewdson .
Il est suggéré que A Beacon to the Society of Friends avait vingt ans d'avance sur son temps et qu'au XXe siècle, certains évangéliques quakers ont atteint une position proche de celle de Crewdson dans les années 1830 .

## Ouvrages
- Conseils sur un festival de musique à Manchester, (1827)
- Commerce aux Indes orientales (vers 1827), faisant référence à la traite des esclaves.
- Déclinaison religieuse d'Andrew Fuller, abrégé (1829)
- Baxter's Saint's Rest, abrégé (1829)
- La doctrine du Nouveau Testament sur la prière (1831)
- Un phare pour la société des amis (1835)
- Une défense du phare (1836)
- La controverse Beacon entre la Society of Friends et Isaac Crewdson (1836)
- Baptême d'eau une ordonnance du Christ (1837)
- Baptême d'eau et repas du Seigneur: arguments bibliques en faveur de l'obligation perpétuelle de ces ordonnances (1837)
- La trompette soufflée ou un appel à la société des amis (1838)
- Observations sur la nouvelle naissance (1844)